# Centro de discusión
El sketch de la discusión, conocido como Sala o Centro de discusiones es una conocida escena del programa Monty Python's Flying Circus del grupo inglés Monty Python escrito por John Cleese y Graham Chapman. En un principio era un gag preparado para la televisión, sin embargo la popularidad del sketch fue tal que se hicieron actuaciones en directo del mismo.

## Resumen
Michael Palin le paga a una recepcionista (interpretada por Rita Davies) por una discusión de cinco minutos. De manera amable le hace pasar a una sala en la que es atendido y atacado verbalmente por Graham Chapman hasta que es interrumpido por Palin, el cual le comenta que "solo quiere una discusión sin insultos" por lo que este se disculpa y le hace pasar a otra sala no sin antes llamarle: "maldito cretino".
En la siguiente sala es atendido por John Cleese, el cual empieza la discusión alegando que Palin "ya tenía que decir todo lo que quería", sin embargo este le responde que no puesto que acaba de entrar. A continuación la discusión empieza a discurrir de manera baladí en la que los dos no dejan de llevarse la contraria hasta que Cleese toca un timbre en el que da por finalizada la sesión de cinco minutos y le pide que pague si quiere otra sesión, sin embargo cuando este paga, Cleese niega haber recibido el dinero volviendo otra vez a un círculo de contradicciones por lo que Palin se marcha por la frustración.

## Trasfondo
La escena es una parodia del consumismo moderno en la que cualquier cosa, por nimia que sea, se puede comprar (discutir, insultar o agredir). En aquel entonces (en 1972) fue considerado un hit de la comedia verbal. Según palabras de Darl Larsen, el sketch estuvo inspirado en el music hall y la comedia radiofónica.
Una de las frases de la escena: "Una discusión no es sino una serie de declaraciones entrelazadas para establecer una proposición" fue extraída del Oxford English Dictionary.
Otro punto clave de la escena son la muestra de lo que no debe ser una discusión. Tal como señala el personaje de Palin, lo que se supone debía ser un debate termina siendo en falacias ad hominem y contradicciones que no contribuyen en el pensamiento crítico.
En ocasiones ha sido descrito como una crítica dirigida a las dos partes que son incapaces de cooperar, un ejemplo del razonamiento fallido es cuando Palin intenta expresar su punto de vista mientras que Cleese afirma no estar hablando o expresando su punto de vista.